# Reportergen
I molekylærbiologi er et reportergen et gen, som forskere typisk kobler til den regulatoriske DNA-sekvens (promotoren) af et andet gen af interesse for studiet af bakterier, cellekultur, dyr eller planter. Sådanne gener kaldes reportergener, fordi de egenskaber, de giver organismer, der udtrykker dem, let kan identificeres og måles. Reportergener bruges ofte til at få et indtryk af, i hvilke celler eller væv et givet gen er aktivt.

## Almindelige reportergener
For at introducere et reportergen i en organisme placerer forskere reportergenet i forbindelse med hele eller dele af genet af interesse i den samme DNA-konstruktion, hvorefter konstruktionen bliver indsat i cellen eller organismen. For bakterier eller andre prokaryote celler i kultur sker overførslen normalt som del af et cirkulært DNA-molekyle kaldet et plasmid. Det er vigtigt at bruge et reportergen, der ikke er naturligt udtrykt i cellen eller organismen, der undersøges, da udtrykket af reportergenet bruges som en markør for vellykket udtryk af genet af interesse.
Almindeligt anvendte reportergener, der inducerer egenskaber, som kan identificeres visuelt, involverer sædvanligvis fluorescerende og luminescerende proteiner. Eksempler inkluderer genet, der koder for vandmandsproteinet grønt fluorescerende protein (GFP), som får celler, der udtrykker det til at lyse grønt under blåt lys, enzymet luciferase, som katalyserer en reaktion med luciferin der producerer lys, og rødt fluorescerende protein, der udtrykkes fra genet dsRed. β-glucoronidase-genet (GUS), luciferase og GFP er almindeligt anvendte reportergener i planter.
Et almindeligt reportergen i bakterier er E. coli genet lacZ, som koder for proteinet β-galactosidase. β-galactosidase er et enzym, der får kolonier af bakterier, der udtrykker genet, til at blive blå, når bakterierne dyrkes på et medium, der indeholder stoffet X-gal, der er en analog til substratet. Et eksempel på en markør, der kan bruges til selektion for celler, der har genet, og som også er en reporter i bakterier, er kloramfenikol acetyltransferase (CAT) genet, som giver resistens over for antibiotikaet kloramfenikol.
| Gennavn | Genprodukt                      | Detektion                | Ref.   |
| ------- | ------------------------------- | ------------------------ | ------ |
| lacZ    | β-galactosidase                 | Enzymaktivitet           | [ 9 ]  |
| kat     | Kloramfenikol acetyltransferase | Kloramfenikolacetylering | [ 10 ] |
| gfp     | Grønt fluorescerende protein    | Fluorescens              | [ 2 ]  |
| rfp     | Rødt fluorescerende protein     | Fluorescens              | [ 11 ] |
| luc     | Luciferase                      | Bioluminescens           | [ 3 ]  |